# Prusy (województwo wielkopolskie)
Prusy – wieś w Polsce położona w województwie wielkopolskim, w powiecie jarocińskim, w gminie Jarocin.
W latach 1975–1998 miejscowość położona była w województwie kaliskim.
W 1882 we wsi urodził się Ludwik Reszelski – duchowny Kościoła katolickiego, działający na terenie archidiecezji poznańskiej i gnieźnieńskiej, społecznik wielkopolski, rekolekcjonista, okupacyjny kapelan, więzień obozu Dachau, dziekan dekanatu krotoszyńskiego.